# Чёрная (приток Рахмы)
Чёрная — река в Кстовском районе Нижегородской области. Правый приток реки Рахмы.
Исток находится на территории Кстовского района вблизи поселка Черемисский. Впадает в реку Рахму возле деревни Малая Ельня. Длина — 10 км. Постоянное течение наблюдается на последних 6 км.
Протекает через следующие населённые пункты:
- п. Черемисский
- д. Черемисское
- д. Фроловское
- д. Крутая
- п. Ждановский
- д. Опалиха
- д. Малая Ельня

В верхнем течении протекает вдоль северной окраины курортного посёлка Зелёный Город.
На правом берегу расположен памятник архитектуры — селище «Фроловское-I».